# Automatisation des listes
Pour les articles homonymes, voir ADELI.
L'automatisation des listes (ADELI) est un traitement utilisé en France pour la gestion de l'enregistrement et des listes départementales des personnes dont les  professions sont réglementées par le Code de la santé publique.

## Principe
Le répertoire ADELI utilise un système d'informations basé sur le recensement des coordonnées professionnelles des acteurs de santé dans chaque département, ainsi que de leurs lieux d'exercice et de leurs diplômes, qu'ils pratiquent en secteur libéral ou salarial.
Le répertoire ADELI recense  les   assistants de service social, audio-prothésistes ,  diététiciens, épithésistes, ergothérapeutes, infirmiers,  infirmiers psychiatriques, manipulateurs en radiologie, masseurs-kinésithérapeutes, ocularistes, opticiens-lunetiers, orthopédistes-orthésistes, orthophonistes, orthoprothésistes, orthoptistes, pédicures-podologues, podo-orthésistes, psychomotriciens, psychologues et techniciens de laboratoire.
Le répertoire ADELI répertorie également les possesseurs d'un titre de chiropracteur, ostéopathe, ou psychothérapeute.
Les médecins, les pharmaciens, les chirurgiens-dentistes et les sages-femmes sont enregistrés sur le Répertoire partagé des professionnels de santé (RPPS) par leurs ordres respectifs.

## Cadre légal
L'inscription au répertoire ADELI a été rendue obligatoire pour chacun de ces professionnels auprès des délégations départementales des Agences régionales de santé par l'arrêté du 12 juillet 2012 (relatif à la mise en place d'un traitement de données à caractère personnel dénommé ADELI de gestion de l'enregistrement et des listes départementales de certaines professions et usages de titres professionnels) afin de pouvoir exercer, à l'exception des professionnels exerçant dans l'Armée française. 
L'inscription au répertoire ADELI identifie le professionnel par un numéro d'exercice nécessaire pour l'identifier auprès de la CPAM ou sur tout document (ordonnances, courriers, feuilles de remboursement) rédigé en tant que praticien.
L'inscription est départementale et est coordonnée au niveau national par la Direction générale de la Santé. En cas de changement de département d'exercice, une nouvelle inscription est nécessaire.

## Utilisation en cas de catastrophe
Le répertoire ADELI peut être utilisé comme annuaire en cas de déclenchement d'un plan d'urgence comme le plan ORSEC.

## Évolution
Le répertoire ADELI basculera en totalité sur le Répertoire partagé des professionnels de santé (RPPS) mi-2022